# توماس هيورتيل
توماس هيورتيل (بالفرنسية: Thomas Heurtel)‏ مواليد 10 أبريل 1989، هو لاعب كرة سلة فرنسي ويحمل الرقم 31. يبلغ طوله 6 قدم 2.5 بوصة (1.9 م).

## فرق لعب لها
- ستراسبورغ أي جي
- ساسكي باسكونيا

## الميداليات
| الميدالية | المسابقة                         |
| --------- | -------------------------------- |
| برونزية   | بطولة كأس العالم لكرة السلة 2014 |
| ذهبية     | بطولة أمم أوروبا لكرة السلة 2013 |

## روابط خارجية
- توماس هيورتيل على موقع الاتحاد الدولي لكرة السلة (الإنجليزية)
- توماس هيورتيل على موقع الدوري الأوروبي لكرة السلة (الإنجليزية)
- توماس هيورتيل على موقع الدوري الإسباني لكرة السلة (الإسبانية)
- توماس هيورتيل على موقع كرة السلة الأوروبية.كوم (الإنجليزية)
- توماس هيورتيل على موقع ريلجم (الإنجليزية)
- توماس هيورتيل على موقع بروبوليرز (الإنجليزية)
- توماس هيورتيل على موقع سبورتس رفرنس (الإنجليزية)
- توماس هيورتيل على موقع اللجنة الأولمبية الدولية (الإنجليزية)
- توماس هيورتيل على موقع أوليمبيديا (الإنجليزية)
- توماس هيورتيل على موقع اللجنة الأولمبية الفرنسية (مؤرشف) (الفرنسية)